# Csabacsűd
Csabacsüd – wieś i gmina w południowo-zachodniej części Węgier, w pobliżu miasta Szarvas.

## Położenie
Miejscowość leży na obszarze tzw. Kraju Zacisańskiego (węg. Tiszántúl), będącego częścią Wielkiej Niziny Węgierskiej. Administracyjnie należy do powiatu Szarvas, wchodzącego w skład komitatu Békés i jest jedną z jego 6 gmin.